# Alternanthera snodgrassii
Alternanthera snodgrassii là một loài thực vật]] thuộc họ Amaranthaceae. Đây là loài đặc hữu của Ecuador.
This article has been falsely edited, please check for mistakes.